# Parti
Parti (starogrško Πάρθοι, latinsko Parthi) je bilo iransko ljudstvo, ki je v 1. tisočletju pr. n. št. naseljevalo področje jugovzhodno od Kaspijskega jezera in jugozahodno od Amu Darje. Parti so sčasoma asimilirali sosednja srednjeazijska nomadska plemena in se v 6. 6. in 7. stoletju sami asimilirali v druga ljudstva in kot etnična skupina izginili. 
V zgodovini so se pojavili okrog leta 250 pr. n. št., ko so se osvobodili izpod nadoblasti Selevkidov in ustanovili lastno državo z vladarji iz dinastije Arsakidov. Po vladanju Tiridata in Artabana I. (3. stoletje pr. n. št.) ter Mitridata I. (171–138 pr. n. št.) in Mitridata II. je partska država sredi 1. stoletja pr. n. št. dosegla svoje največji obseg. Segala je od Evfrata  skoraj do Aralskega jezera in od Črnega morja do meja današnjega Afganistana. 
Partsko cesarstvo je kot pomemben trgovski posrednik med Rimskim cesarstvom, Indijo in Kitajsko dosegla velik razcvet in je postala velik tekmec Rimskega cesarstva. V drugi polovici 1. stoletja pr. n. št. je večkrat porazila Rimljane, v 1. in 2. stoletju našega štetja pa je od istega nasprotnika doživela niz porazov.  Vstaja Perzijcev pod Ardaširom je zrušila oblast cesarja Artabana V. (208–226) in na nekdanjem partskem ozemlju je nastala novoperzijska država Sasanidov. 
Na ozemlju stare partske države se je iz avtohtonih elementov pod močnim vplivom helenizma razvila pomembna nova umetnost. Iz tega obdobja so se ohranile številne skulpture, izdelki umetne obrti in ruševine arhitektonskih spomenikov, predvsem svetišč ognja (Pasargada, Perzepolis, Narabad), palač (Hatra) in celih mestnih kompleksov. Mnogi spomeniki so bogato okrašeni s stenskimi slikami  (Dura-Europos, Kouh-i-Khwaja).

## Vir
- Opća enciklopedija JLZ, VI., str. 325, Zagreb 1980